# The Longest Yard (película de 1974)
The Longest Yard (El rompehuesos, en España) es una película de 1974 dirigida por Robert Aldrich, escrita por Tracy Keenan Wynn y basada en la historia del productor Albert S. Ruddy. La película se centra en la práctica del fútbol americano en una prisión. Burt Reynolds la protagoniza en el papel de Paul "Wrecking" Crewe.
Existen tres remakes de la película, incluyendo la versión británica de 2001 British llamada Mean Machine (jugando duro), protagonizada por Vinnie Jones, la versión de 2005, The Longest Yard, protagonizada por Adam Sandler y en la que reaparece Burt Reynolds en el rol de entrenador, y la versión egipcia de 2015 llamada Captain Masr. En las dos versiones no estadounidenses, se cambia el fútbol americano por el fútbol como temática central.
En The Longest Yard actuaron algunos jugadores de fútbol americano reales, incluyendo a la leyenda de los Green Bay Packers Ray Nitschke. Fue filmada en la Prisión Estatal de Georgia. Contó con la cooperación del entonces gobernador Jimmy Carter.
La película ganó un Globo de Oro a la mejor comedia o musical en 1975.

## Argumento
Paul "Wrecking" Crewe es un jugador profesional de fútbol americano, sentenciado a 18 meses de cárcel en la prisión estatal de Georgia. Allí se encuentra con el guardia Rudolph Hazen, quien le encomienda la difícil labor de liderar un equipo de fútbol americano conformado los reclusos de la prisión.

## Reparto
- Burt Reynolds como Paul "Wrecking" Crewe.
- Eddie Albert como Rudolph Hazen.
- Ed Lauter como Wilhelm Knauer.
- Michael Conrad como Nate Scarborough.
- James Hampton como Caretaker.
- Harry Caesar como "Granny" Granville.
- John Steadman como Pop.
- Charles Tyner como Unger.
- Mike Henry como Rasmussen.
- Jim Nicholson como Ice Man.
- Bernadette Peters como Miss Toot.
- Pepper Martin como Shop steward.
- Robert Tessier como Connie Shokner.
- Dick Kiel como Samson.
- Anitra Ford como Melissa.
- Ray Nitschke como Bogdanski.
- George A. Jones como Big George.
- Joe Kapp como Walking Boss.
- Pervis Atkins como Mawabe.
- Ernie Wheelwright como Spooner.
- Sonny Shroyer como Tannen.
- Ray Ogden como Schmidt.
- Sonny Sixkiller como Indian.
- Michael Fox como announcer.

## Recepción
La cinta recaudó 22 millones de dólares en Norteamérica. Recibió generalmente críticas positivas, con un 81% de comentarios frescos en Rotten Tomatoes.